# روبيلانت
روبيلانت هي كومونا (بلدية) في مقاطعة كونيو في اقليم بييمونتي في دولة إيطاليا ، وتقع على بعد حوالي 90 كيلومتر (56 ميل) جنوب مدينة تورينو وحوالي 10 كيلومتر (6 ميل) جنوب غرب مدينة كونيو . وفي تاريخ 31 ديسمبر 2004 ، بلغ عدد سكانها 2362 نسمة وبلغت مساحتها 24.9 كيلومتر مربع (9.6 ميل2) . 
بلدية روبيلانت تحتوي على فراتسيوني (بالإيطالية: frazione) (وتنقسم لعدة اقسام ، وبشكل رئيسي القرى والنجوع ) ومنها تيتو بيتافينو ، مالاندري ، مونتاسو وتيتو تشيابلو.
تقع روبيلانت على حدود البلديات التالية: بوفس و رواشا و روكافيون و فيرانتي .